# 里特里特山
72°59′S 165°12′E / 72.983°S 165.200°E
里特里特山是南極洲的山峰，位於維多利亞地的博克格雷溫克海岸，處於阿斯特羅諾特冰川源頭南面，由新西蘭探險隊命名，現時由南極條約體系管理。